# 刀馬旦

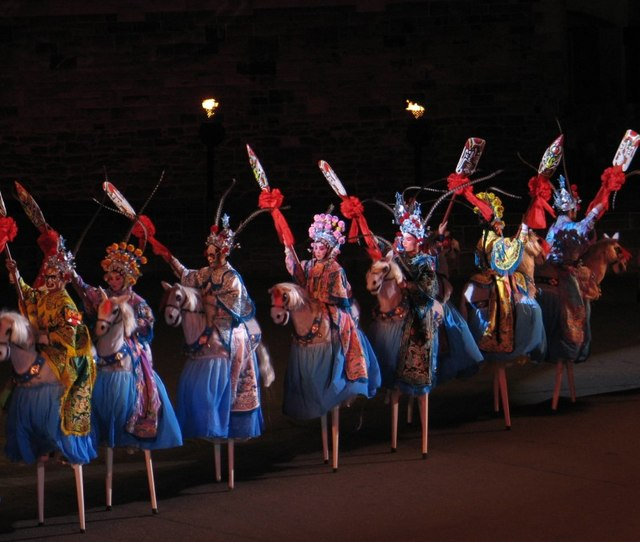
刀马旦

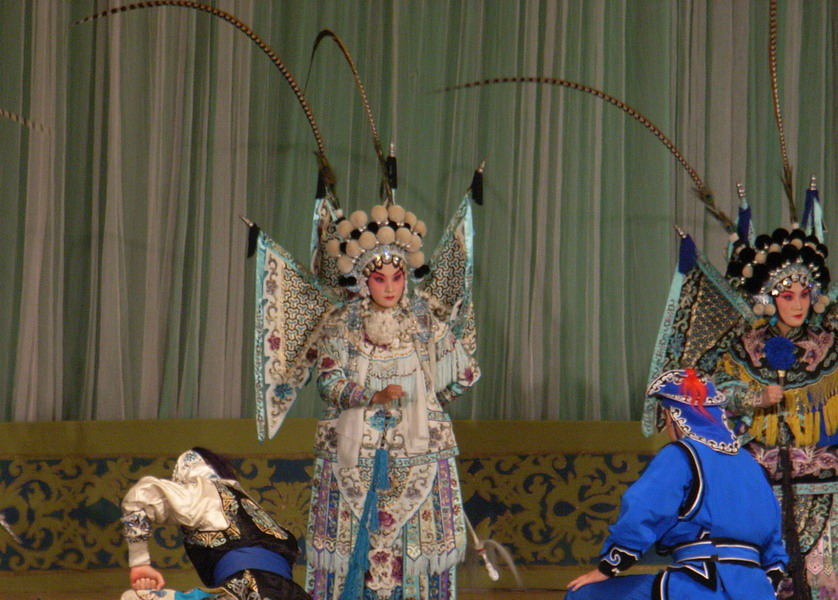
《探谷·破敌》中的穆桂英是典型的刀马旦

刀馬旦是中国戏剧裡的一種角色名稱，專門負責表演戲劇中的「女軍官」之類人物，属于旦角的一种。刀馬旦則重身段工架，以氣勢神情著稱。
刀馬旦屬於武旦中的一種，而武旦顧名思義就是會武的女性角色，又分為短打武旦以及長靠武旦兩大類；短打武旦一般不表演騎馬的動作，長靠武旦則是穿長靠（戎裝）、盔甲，通常都會騎馬的動作，所以也稱為「刀馬旦」。
刀馬旦常扮演的角色有《扈家莊》的扈三娘、《穆柯寨》的穆桂英、《十字坡》的孫二娘、《三休樊梨花》的樊梨花。

## 外部連結
- （中文） 京劇（页面存档备份，存于）
- （中文） 角色 - 生旦净末丑的特点
- （中文） 武旦知識介紹（页面存档备份，存于）